# Son premier amour
Pour plus de détails, voir Fiche technique et Distribution.

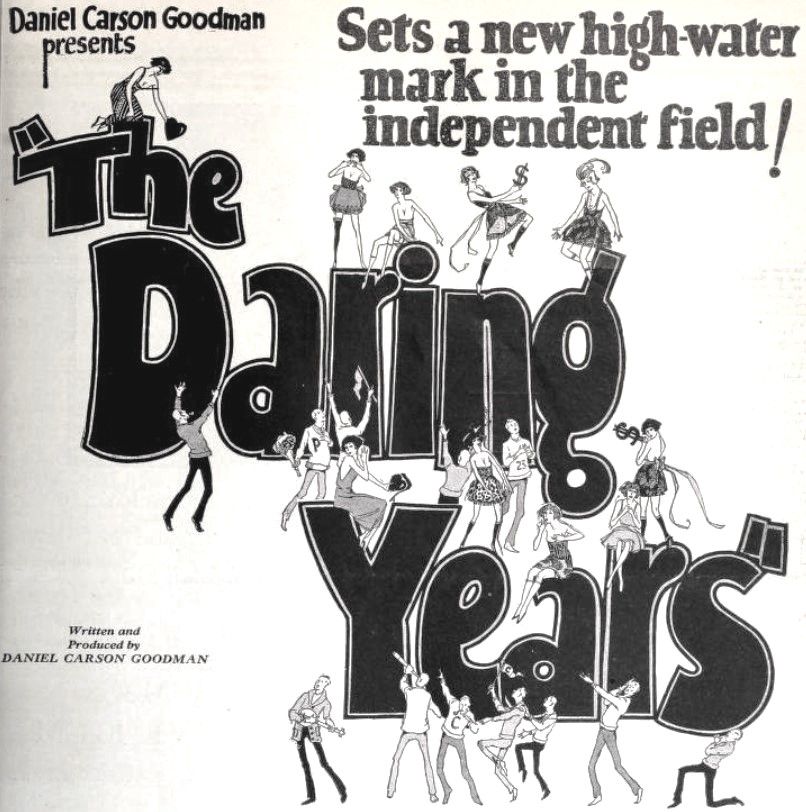
pub pour le film Son premier amour en anglais (The Daring Years)(1923)

Son premier amour (titre original : The Daring Years) est un film américain réalisé par Kenneth S. Webb, sorti en 1923.

## Synopsis
Un étudiant universitaire du nom de John Browning va à l'encontre de la volonté de sa mère et s'engage dans une liaison torride avec une jeune chanteuse de cabaret capricieuse nommée Susie LaMotte. Celle-ci joue avec les sentiments du jeune homme et ne lui dit pas qu'elle a déjà une relation amoureuse avec un boxeur nommé Jim Moran. Un soir, John découvre la vérité quand il les rencontre accidentellement. Indignés, Browning et Moran se disputent lorsque le boxeur sort un pistolet et le blesse par accident mortellement. Accablée de rage, Susie blâme John pour la mort de Moran et Browning est ensuite jugé, reconnu coupable et condamné à mort.
Browning languit en prison pendant un certain temps, et juste au moment où il est attaché à la chaise électrique pour être exécuté pour le meurtre de Jim Moran, un éclair frappe la prison, coupant le courant. Pendant ce temps, la veuve de Moran implore Susie de dire aux autorités la vérité sur les circonstances de la mort de Jim Moran. Susie finit par plier et avoue qu'elle avait menti et que Jim Moran s'était en fait accidentellement tiré une balle après avoir pointé une arme sur John Browning.
John est gracié par le gouverneur et sort de prison en homme libre.

## Fiche technique
- Titre original : The Daring Years
- Titre français : Son premier amour
- Réalisation : Kenneth S. Webb
- Scénario : Daniel Carson Goodman
- Pays d'origine : États-Unis
- Format : Noir et blanc - 1,33:1 - Film muet
- Genre : drame
- Date de sortie : 1923

## Distribution
- Mildred Harris : Susie LaMotte
- Charles Emmett Mack : John Browning
- Clara Bow : Mary
- Mary Carr : Mme Browning
- Joe King : Jim Moran
- Tyrone Power Sr. : James LaMotte
- Richard 'Skeets' Gallagher : Collégien
- Jack Richardson : Flagier